# Хана Райч
Хана Райч (на немски: Hanna Reitsch) е германски летец-изпитател. По времето на нацистката власт тя тества много от новите самолети на режима. Поставя над 40 рекорда за височина на полета преди и след Втората световна война. През 1960-те години е спонсорирана от Западна Германия и основава училище за летци в Гана, където работи за Кваме Нкрума.

## Ранен живот и образование
Райч е родена в Хиршберг, провинция Силезия (днес Йеленя Гора, Полша), тогава в рамките на Германската империя, на 29 март 1912 г. в семейство от средната класа. Има брат и сестра. Започва да се обучава да лети през 1932 г.:с. 14 Докато учи медицина в Берлин, тя се записва в аматьорското училище за летци към Германската въздушна поща в Щакен, където управлява Klemm Kl 25.:с. 30,33 – 34

## Кариера

### 1933 – 1937
През 1933 г. Райч изоставя медицинското си образование в Килския университет, за да стане редовен пилот/инструктор в Хорнберг, по покана на летеца Волф Хирт.:с. 55 По-късно Райч подписва договор с филмовата компания UFA, за която работи като летец каскадьор и поставя неофициален рекорд за издръжливост при жените, прекарвайки 11 часа и 20 минути във въздуха.:с. 59,61,63 През януари 1934 г. се присъединява към Южноамериканската експедиция, за да изучава термалните условия, заедно с Волф Хирт, Петер Ридел и Хайни Дитмар.:с. 64 – 65 Докато е в Аржентина, тя става първата жена, наградена със сребърна значка от Международната комисия по планеризъм.:с. 75
През юни 1934 г. Райч става член на Немския институт по планеризъм, за който става като летец-изпитател през 1935 г.:с. 76,101, 105 Записва се в Училището за обучение на граждански авиолинии в Щетин, където пилотира Focke-Wulf Fw 44 на големи разстояния.:с. 78 – 87 През 1937 г. Ернст Удет дава почетната титла „флугкапитан“, след като тя успешно изпробва въздушни спирачки за планер.:с. 108 – 11 Докато е в Немския институт по планеризъм, тя пилотира транспортни и пасажерски самолети, включително и DFS 230, който по-късно се използва в битката за форт Ебен-Емал (Белгия).:с. 155 – 156

### 1937 – 1945
През септември 1937 г. Райч е назначена от Ернст Удет в изпитателния център на Луфтвафе в летище Рехлин Лерц.:с. 117 Нейните летателни умения, желание за публичност и фотогенични качества я правят звезда на нацистката пропаганда. Физически, тя е с дребен ръст, слаба, с руса коса, сини очи и „готова усмивка“.. Поради това, тя се появява в нацистката пропаганда в края на 1930-те и началото на 1940-те години.:с. 123
Райч е първата жена пилот на вертолет и една от малкото пилоти, управлявали Focke-Wulf Fw 61 – първият напълно управляем вертолет, заради което тя е наградена с медал.:с. 119 – 123 През 1938 г., по време на трите седмици на Международното автомобилно изложение в Берлин, тя извършва ежедневни полети с хеликоптера в Дойчландхале.:с. 123 През септември същата година пилотира DFS Habicht на националното състезание в Кливланд:с. 129 – 138
Хана Райч става летец-изпитател на пикиращия бомбардировач Junkers Ju 87 „Щука“ и лекият бомбардировач Dornier Do 17, за което е наградена с Железен кръст втора степен лично от Хитлер на 28 март 1941 г.:с. 166, 170 – 171 Тя получава множество молби да пилотира много от последните самолетни проекти на Германия, като сред тях е и ракетопланът Месершмит 163 „Комета“ от 1942 г.:с. 173 – 174 Принудително приземяване по време на петия ѝ полет с Me 163 завършва с лоша травма – тя прекарва пет месеца, възстановявайки се в болница.:с. 175 – 179 След инцидента Райч е наградена с Железен кръст първа степен, ставайки една от общо трите награждавани с медала жени.:с. 179
През февруари 1943 г., след като пристига новината относно загубата на битката за Сталинград, тя приема покана от генерал Роберт фон Грайм да посети Източния фронт. Тя прекарва три седмици в посещения на формирования на Луфтвафе, пилотирайки Fieseler Fi 156.:с. 185 – 187

#### Фау-1, 1944
На 28 февруари 1944 г. Райч представя идеята за операция „Самоубийство“ на Хитлер в Берхтесгаден, която предвижда използването на хора, които са готови да се пожертват в името на единствения начин страната им да бъде спасена. Въпреки че по това време Хитлер не счита военната ситуация за толкова тежка и че идеята не идва в най-добрия психологически момент, той дава своето одобрение. Проектът е възложен на генерал Гюнтер Кортен.:с. 189, 191 – 193 Намират се около седемдесет доброволци, които се записват в самоубийствения отряд като пилоти на планера бомба.:с. 193 Към април 1944 г. Райч и Хайнц Кенше приключват тестовете на Me 328, които трябва да се вдигат във въздуха от Dornier Do 217.:с. 194 Тогава тя е посетена от СС-Оберщурмбанфюрер Ото Скорцени. Те адаптират Фау-1 в три модела: едноместен, двуместен и без механизъм за приземяване.:с. 195 – 196 Планът така и не е изпълнен оперативно под претекст, че решителният момент е изпуснат.:с. 198 Райч по-късно споделя, че след първите две разбивания на Фау-1, тя и Хайнц Кенше поемат изпитанията на прототипа. Тя прави няколко успешни полета, преди да започне да обучава инструкторите.
През октомври 1944 г. ѝ е показана брошура, която Петер Ридел е взел от немското посолство в Стокхолм, засягаща газовите камери. Тя я взема за вражеска пропаганда, но се съгласява да осведоми Хайнрих Химлер за нея.

#### Берлин, 1945
През последните дни от войната Хитлер уволнява Херман Гьоринг като ръководител на Луфтвафе и на негово място назначава любовника на Райч, Роберт фон Грайм. Грайм и Райч пристигат от летище Гатов в обсадения Берлин, за да се срещнат с Хитлер във Фюрербункера. Това се случва на 26 април, когато Червената армия вече е превзела централната част на столицата.:с. 205 – 210 Райч се приземява върху импровизирана писта близо до Бранденбургската врата.:с. 206 Хитлер дава на Райч две капсули с отрова – за нея и за Роберт фон Грайм.:с. 211 Тя ги взима. Вечерта на 28 април Райч и Роберт фон Грайм излитат от Берлин в Arado Ar 96 от същата импровизирана писта. Това е последният самолет, който излита от Берлин преди падането му.:с. 203, 213 На Роберт фон Грайм е наредено да накара Луфтвафе да нападне съветските войски, които по това време се намират вече при Потсдамския площат, и да се увери, че Хайнрих Химлер ще бъде наказан за измяната си (той се опитва без разрешение да се свърже със Съюзниците и да преговаря за мир). Войници от съветската 3-та ударна армия се опитват да свалят самолета, мислейки си, че Хитлер се опитват да избяга, но не успяват.

#### Плен, 1945
Скоро след това Райч е пленена, заедно с Роберт фон Грайм, и двамата са интервюирани от американското военно разузнаване. Когато са попитани да опишат последния си ден във Фюрербункера на 28 април, двамата отговарят, че това е бил „най-черният ден, когато не са могли да загинат редом до фюрера“. Държана е в ареста в продължение на 18 месеца.:с. 219 Роберт фон Грайм се самоубива на 24 май 1945 г.
Семейството на Райч е евакуирано от Силезия, преди съветските войски да я достигнат, и се укриват в Залцбург.:с. 202 Когато през нощта на 3 май 1945 г. бащата на Райч чува слух, че всички бежанци ще се отведат обратно в старите им домове в съветската зона на окупация, той застрелва жена си, сестрата на Хана и трите ѝ деца, преди да застреля и себе си.:с. 215

### 1945 – 1979
След като е освободена, Райч се заселва във Франкфурт на Майн. След войната на немските граждани е забранено да пилотират моторни самолети, но след няколко години е разрешен планеризмът. През 1952 г. Райч спечелва бронзов медал на Световното първенство по планеризъм в Испания, като тя е и първата жена, участвала в първенството.:с. 220 През 1955 г. става шампион на Германия.:с. 220 Тя продължава да чупи рекорди, включително женският рекорд за височина на полета (6848 m) през 1957 г.:с. 220
През 1959 г. индийският министър-председател Джавахарлал Неру кани Райч, която владее свободно английски, да основе център по планеризъм, като двамата летят над Ню Делхи.:с. 220 През 1961 г. президентът на САЩ Джон Кенеди я кани в Белия дом.:с. 221
От 1962 до 1966 г. тя живее в Гана. Кваме Нкрума я кани, след като научава за работата ѝ в Индия. Тя основава първото национално училище по планеризъм в Африка, работейки тясно с правителството и въоръжените сили на страната. Западногерманското правителство я подкрепя като технически консултант. През 1970 г. е наградена с диамантена значка от Международната комисия по планеризъм. Инициативата на Райч в Гана отчасти е диктувана от чувството ѝ за вина, след като по-рано през живота си тя никога не е считала негрите за приятели. Някои негри са обезпокоени от видното минало на Райч, но други я защитават, отбелязвайки, че Райч е изключително наивна в политическо отношение. Ганайската преса по това време не проявяват интерес към миналото ѝ.
През 1970-те години Райч чупи рекордите по планеризъм в много категории. По това време тя дава няколко интервюта. В едно от последните си интервюта за еврейския журналист Рон Лайтнер, тя отбелязва:
| „ | И какво имаме сега в Германия? Страна на банкери и автомобилостроители. Дори великата ни армия е омекнала. Войниците пускат брада и поставят под въпрос заповеди. Не се срамувам да кажа, че вярвах в националсоциализма. Все още нося Железния кръст, който Хитлер ми даде. Но днес в цяла Германия не може да се намери нито един човек, който е гласувал за Хитлер... Много германци се чувстват виновни за войната. Но те не обясняват истинската вина, която споделяме – че загубихме. | “ |

Райч умира от инфаркт във Франкфурт на Майн на 67-годишна възраст, на 24 август 1979 г. Тя така и не се омъжва. Бившият британски летец-изпитател Ерик Браун казва, че е получил писмо от Райч в началото на август 1979 г., в което тя заявява: „Започна в бункера и там ще свърши“. Няколко седмици по-късно тя вече е мъртва. Браун спекулира, че Райч е приела капсулата с цианид, която Хитлер ѝ дава в бункера, и че я е приела като част от самоубийствен пакт с Роберт фон Грайм. Аутопсия така и не ѝ е правена или поне няма доклад от такава.